# Цемент (зуб)
Цемент (лат. substantia ossea s. crusta petrosa) је минерализовано везивно ткиво, које прекрива дентин у пределу анатомског корена зуба. У 65% случајева цемент благо прекрива глеђ у пределу врата зуба, у 25% случајева они се додирују, а у 10% случајева цемент и глеђ се не додирују и дентин остаје незаштићен. По структури је сличан костима и садржи 32% органских и 68% неорганских материја. Цемент је најдебљи у пределу врха (1-2mm) и рачвања коренова. Прожет је системом каналића и лакуна, кроз које пролазе танке фибриле које фиксирају зуб за околну алвеолу, а слично дентину, цемент се ствара током целог живота и има велики репараторни потенцијал.

## Стварање цемента
Цемент настаје као секретни продукт цементобласта, ћелија које се налазе на површини корена у периодонцијуму. Разликују се две врсте цемента: примарни или ацелуларни и секундарни или целуларни. Он се ствара слојевито и првоформирани слој цемента је ацелуларан (не садржи ћелије). Касније, у току даље цементогенезе, поједине ћелије бивају заробљене и окружене са свих страна цементом. Оне се називају цементоцити и смештене су у тзв. лакунама или цементопластима. На тај начин настаје секундарни или целуларни цемент који може да садржи и ситне крвне судове, посебно у оним деловима корена где постоје дебљи слојеви овог ткива. Цементоцити шаљу велики број продужетака кроз цементне каналиће и тако се анастомозују (повезују) са другим заробљеним ћелијама.

## Грађа
Између минерализованих структура цемента налази се органски матрикс. Он је грађен од аморфне интерцелуларне супстанце и два типа колагених влакана. Временом и матрикс бива минерализован и на тај начин укупна дебљина цемента током живота може да се утростручи. Кроз цемент пролазе Шарпејева колагена влакна која се пружају од периодонцијума до дентина, али и изданци цементоцита коју ступају у везу са Томасовим влакнима дентина и тако успостављају везу између дентина и цемента.